# Ivnik
Ivnik (nemško Eibiswald) je naselje ob severnem vznožju Kozjaka na avstrijskem Štajerskem ob cesti Arnež - Radeljski prelaz.
Ivnik, ki ima okoli 1530 prebivalcev (občina 6300), se je razvil ob slovensko-nemški jezikovni meji in povezal svet ob Čakavi, Solbi in zgornjem toku Pesnice z gornjo Dravsko dolino. Vodna energija, lesno bogastvo ter nahajališča železove rude in premoga so omogočili živahno železarsko dejavnost. Do prve svetovne vojne je bil kraj privlačen za slovensko okolico zaradi sejmov. V neposrednem zaledju na severnih pobočjih Kozjaka so še ohranjene slovenske kmetije. Po letu 1945 je z izgradnjo ceste po Labotski dolini in dalje proti prelazu Radelj in še naprej proti kraju Radlje ob Dravi, Ivnik zopet pridobil na veljavi.